# Netnografia
La netnografia è un metodo di ricerca qualitativa etnografico che ha l'obiettivo di studiare le interazioni sociali nei contesti comunicativi digitali contemporanei (online). La netnografia si serve di pratiche relative al raccoglimento di dati, all'analisi, all'etica della ricerca e alla rappresentazione, radicati nell'osservazione dei partecipanti. Nella netnografia, un numero significativo di dati si origina e manifesta attraverso le tracce digitali di conversazioni pubbliche naturali, registrate dai network di comunicazione contemporanei. È un metodo di ricerca interpretativo che adatta le tecniche di osservazione partecipante tradizionali, allo studio delle interazioni, delle esperienze e delle pratiche quotidiane di produzione culturale che si manifestano tra gli utenti della rete attraverso le comunicazioni digitali.

## Etimologia
Il termine "netnografia" è una combinazione di "Internet" o "network" con "etnografia". La netnografia è stata sviluppata inizialmente nel 1995 dal professore di marketing Robert Kozinets come uno strumento per analizzare le discussioni online tra fan di Star Trek. L'uso di questo metodo è poi passato dalla ricerca marketing e computer ad altre discipline, tra cui l'educazione, le scienze librarie e dell'informazione, l'ospedalizzazione, il turismo, le scienze informatiche, la psicologia, la sociologia, l'antropologia, la geografia, gli studi urbani, studi sul tempo libero e sul gioco, la sessualità umana e la ricerca sulle droghe.